# Eileen Chang
Eileen Chang, även Chang Ai-ling eller Zhang Ailing, född 30 september 1920 i Shanghai, död 8 september 1995 i Los Angeles, var en kinesisk-amerikansk författare. Hennes berättelser handlar ofta om spänningsfyllda relationer mellan män och kvinnor, ofta med en melankolisk och pessimistisk underton.

## Uppväxt
Eileen Chang kom från en framstående borgerlig Shanghaifamilj. Hennes farfar Zhang Peilun var svärson till Li Hongzhang, en inflytelserik mandarin vid Qinghovet. Hennes familj flyttade 1922 till Tianjin, där hon började skola vid fyra års ålder. Då Chang var fem lämnade hennes mor Kina och åkte till Storbritannien, efter att Changs far hade tagit in en konkubin och senare utvecklat ett beroende av opium. Changs mor återvände efter fyra år eftersom hennes make lovade att han skulle upphöra med sitt missbruk och avvisa konkubinen, men äktenskapet slutade ändå i skilsmässa. Changs barndomsupplevelser i en splittrad familj tros ligga bakom hennes pessimistiska undertoner i böckerna.
Familjen flyttade tillbaka till Shanghai 1928. Två år senare skilde sig hennes föräldrarna. Samma år fick hon det nya namnet Eileen i förberedelse för studier vid brittiska Saint Maria Girls' School; hennes kinesiska namn Ailing är egentligen en translitteration av Eileen. Hon hade vid den här tiden börjat läsa Drömmar om röda gemak, en av de fyra stora talspråksromanerna, och 1932 debuterade hon med sin första novell.

## Författarskap
Redan under gymnasietiden visade hon litterära talanger och hennes alster publicerades i skoltidningen. 1939 fick hon stipendium för att studera vid University of London, men kunde inte genomföra planerna på grund av pågående krig i Kina. Hon började istället på University of Hong Kong, men 1941, en termin innan hon skulle få sitt diplom i litteratur, blev Hongkong ockuperat av Japan. Ockupationen skulle vara till 1945.
Chang lämnade det ockuperade Hongkong och återvände till Shanghai. Där tjänade hon sitt levebröd genom sitt författande och blev snabbt Shanghais mest kända författare. Det var under denna period hon skrev sina främsta verk, såsom Qing Cheng Zhi Lian (倾城之恋) och Jin Suo Ji (金锁记). Zhang förälskade sig 1943 i en man vid namn Hu Lancheng (胡兰成) och de gifte sig redan året därpå. Vigseln ägde rum i hemlighet eftersom Hu Lancheng fortfarande var gift med sin tredje fru. Hon älskade honom trots det och trots att han bar titeln förrädare efter att ha samarbetat med japanerna. Deras äktenskap varade till 1947.

## Tiden i USA
1952 lämnade hon Shanghai och arbetade sedan tre år för American News Agency i Hongkong. Hösten 1955 emigrerade hon till USA, där hon började författa romaner på engelska. I USA uppnådde hon aldrig samma popularitet som hon gjorde i Kina. I New York träffade Zhang sin andre make, den amerikanske författaren Ferdinand Reyer, som hon gifte sig med augusti 1956. Reyer hade till och från fått slaganfall, och blev till slut förlamad 1961. Han dog 1967, varefter Chang hade några kortvariga anställningar på Radcliffe College och UC Berkeley. Chang flyttade till Los Angeles 1973. Två år senare fullföljde hon översättningen av The Sing-song Girls of Shanghai (海上花列傳), en känd Qing-roman på wu-dialekt av Han Bangqing 韓邦慶 (1856-1894). Mot slutet av livet blev hon mer och mer tillbakadragen och arbetade mest om nätterna. Novellen Sè, Jiè 色·戒 ("Lust, försakelse), som hon skrev i USA så sent som 1975, är inte hennes främsta verk men gav henne postumt ett genomslag i och med biofilmen Lust, Caution som kom 2007.

## Verk i urval
- Ban Sheng Yuan (半生緣 / 半生缘); publicerad i svensk översättning som "Ett halvt liv av kärlek" ( Atlantis 2019)
- Qing Cheng Zhi Lian (傾城之戀 / 倾城之恋)
- Jin Suo Ji (金鎖記 / 金锁记)
- Hong Meigui Yu Bai Meigui (紅玫瑰與白玫瑰 / 红玫瑰与白玫瑰)
- Sè, Jiè (色·戒); publicerad i svensk översättning som "Lust, försakelse" i Noveller för världens barn (Stockholm : Informationsförlaget, 2009), Libris 11585995